# Беспорядки в Годжре
Беспорядки в Годжре (англ. Gojra riots) — межрелигиозные столкновения в пакистанском городе Годжре в 2009 году.

## Ход беспорядков
2 августа 2009 года группа мусульман атаковала христианское меньшинство города Годжра. Восемь христиан были убиты в ходе религиозных беспорядков, поводом для нападения послужили слухи о надругательстве над Кораном. Четыре женщины, мужчина и ребёнок сгорели заживо в результате поджога домов, а ещё двое мужчин скончались от огнестрельных ранений. В телевизионных репортажах было видно, как группы людей сжигали дома и стреляли из оружия с крыш.

## Реакция
Министр юстиции Рана Санаулла, отвечающий за безопасность в провинции Пенджаб, осудил нападение и приказал начать расследование инцидента. Армейские подразделения пакистанских Рейнджерс были направлены в город по распоряжению федерального правительства. Рана Санаулла заявил, что предварительное расследование показало что не было осквернения Корана. «Это был всего лишь слух, который был использован антигосударственными элементами, чтобы создать хаос», сказал он. Президент Асиф Али Зардари выразил серьёзную озабоченность в связи с этим инцидентом и отправил федерального министра по делам меньшинств Шахбаза Бхатти в Годжру, чтобы он предпринял меры для обеспечения безопасности жизни людей и сохранности их имущества. Полицейские заявили, что удалось установить 17 подозреваемых в организации беспорядков и ещё 783 человека принимали участие в атаке на христиан. Главный министр Пенджаба Шахбаз Шариф сделал объявление, что правительство страны выплатит 6000 долларов США каждой семье где были убиты люди. Шахбаз Бхатти позже заявил, что организаторы нападения принадлежали к экстремистской группировке Сипах-и-Сахаба, которая провела ряд атак против сил безопасности Пакистана. Также Бхатти обвинил полицию в халатности и бездействии.

## Международная реакция
Министр иностранных дел Италии Франко Фраттини и Папа римский Бенедикт XVI осудили нападение мусульман на христианское меньшинство Годжры.